# Prelatura territorial de Moyobamba
La prelatura territorial de Moyobamba (en latín: Praelatura Territorialis Moyobambensis) es una circunscripción eclesiástica de la Iglesia católica en Perú. Se trata de una prelatura territorial latina, sufragánea de la arquidiócesis de Trujillo. Dependiente de la de Toledo. Desde el 21 de julio de 2007 su prelado es Rafael Alfonso Escudero López-Brea.

## Territorio y organización

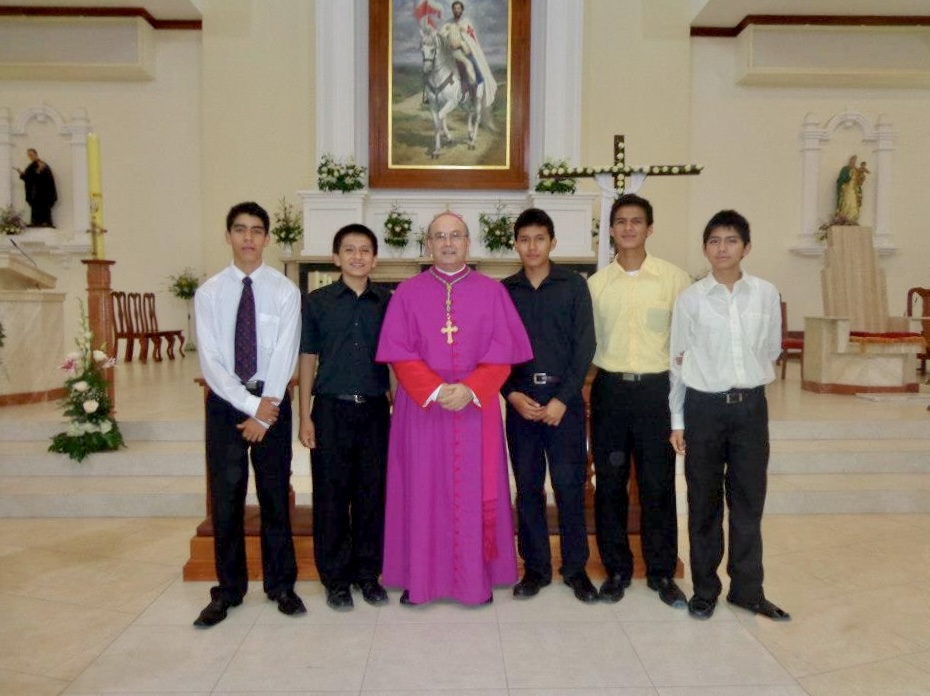
Acólitos de la prelatura territorial de Moyobamba en 2009

La prelatura territorial tiene 39 418 km² y extiende su jurisdicción sobre los fieles católicos de rito latino residentes en el departamento de San Martín, excepto la provincia de Tocache.
La sede de la prelatura territorial se encuentra en la ciudad de Moyobamba, en donde se halla la Catedral de Santiago Apóstol.
En 2021 en la prelatura territorial existían 23 parroquias agrupadas en 5 decanatos y estos en 3 zonas pastorales: 
Zona Norte
- Decanato de Moyobamba:
  - Santiago Apóstol - Iglesia Catedral - Moyobamba
  - Sagrado Corazón de Jesús - Lluyllucucha - Moyobamba
  - San Roque y Santa Teresa - Jepelacio
  - San Felipe Apóstol - Soritor
  - Sagrado Corazón de Jesús - Calzada
  - San Roque - Alonso de Alvarado
  - Cristo Salvador - Pacayzapa
- Decanato de Rioja:
  - Santo Toribio de Mogrovejo - Rioja
  - San Pedro Apóstol - Nueva Cajamarca
  - Sagrado Corazón de Jesús - Naranjos
  - Nuestra Señora de Guadalupe - Naranjillo
  - Virgen de Fátima - Yuracyacu

Zona Centro
- Decanato de Tarapoto:
  - El Triunfo de la Santísima Cruz - Tarapoto
  - San Pablo de la Cruz - Barrio Huayco
  - Virgen de los Remedios - Banda de Shilcayo
  - Santa Rosa de Lima - Morales
- Decanato de Lamas:
  - Santísima Cruz de los Motilones - Lamas
  - San Cristóbal y Santiago Apóstol - Cuñumbuque
  - Virgen de la Natividad - Tabalosos
  - San José - San José de Sisa

Zona Sur
- Decanato de Bellavista:
  - Virgen de la Merced - Juanjui
  - Santa Rosa - Bellavista
  - Sagrada Familia - Alto y Bajo Biavo - Nuevo Lima
  - Virgen del Perpetuo Socorro - Picota
  - Virgen del Carmen - Saposoa

La prelatura de Moyobamba tiene como patrono al Apóstol Santiago. Los santuarios de devoción popular son: Santo Cristo de Bagazán, ubicado en Rioja; Señor del Perdón en Moyobamba; la Virgen de la Natividad de Tabalosos, que se encuentra en Lamas.

## Historia

### Antecedentes
Por real cédula del 7 de octubre de 1805, durante el pontificado del papa Pío VII, se erigió la diócesis de las Misiones de Maynas como sufragánea de la arquidiócesis de Lima, siendo su primer obispo fray Hipólito Sánchez Rangel Fayas. Tomó posesión de su obispado en Jeberos el 13 de noviembre de 1808, trasladando su sede a Santiago de los Ocho Valles de Moyobamba a fines del año 1812, al que pertenecían los Curatos de Moyobamba, Lamas y Santiago de las Montañas.
Después de la independencia, quedó vacante la sede, ordenando el Primer Congreso Constituyente de 1822 que se nombrase por el metropolitano de Lima un gobernador eclesiástico.
El 17 de setiembre de 1838 el papa Gregorio XVI nombró a José María de Arriaga como obispo de Maynas.
El 4 de julio de 1843 el papa Gregorio XVI trasladó de Moyobamba a Chachapoyas la sede la diócesis de Maynas, con el título de diócesis de Chachapoyas.

### Prelatura territorial
La prelatura territorial fue erigida el 7 de marzo de 1948 con la bula Romanus Pontifex del papa Pío XII, obteniendo el territorio de la diócesis de Chachapoyas.
Por el decreto consistorial del 12 de junio de 1958 cedió al vicariato apostólico de Yurimaguas los distritos de Huimbayoc, Navarro, Pelejo y Pongo.
Por acuerdo pastoral entre los obispos de Huánuco y de Moyobamba el fecha 19 de mayo de 1985 se encomendó la atención pastoral de las parroquias de Tocache y de Uchiza de la prelatura de Moyobamba, que forman la provincia de Tocache, a la diócesis de Huánuco.
El 26 de abril de 2007 cedió la provincia de Tocache a la diócesis de Huánuco.
El 9 de abril de 2022 el papa Francisco aprobó el decreto de virtudes heroicas del hasta entonces siervo de Dios Martín Fulgenzio Elorza Legaristi, primer obispo de la prelatura de Moyobamba, que pasó a ser reconocido con el título de venerable.

## Estadísticas
Según el Anuario Pontificio 2022 la prelatura territorial tenía a fines de 2021 un total de 506 396 fieles bautizados.
| Año                                                                             | Población            | Población | Población      | Sacerdotes | Sacerdotes    | Sacerdotes    | Bautizados por sacerdote | Diáconos permanentes | Religiosos | Religiosos | Parroquias |
| Año                                                                             | Bautizados católicos | Total     | % de católicos | Total      | Clero secular | Clero regular | Bautizados por sacerdote | Diáconos permanentes | Varones    | Mujeres    | Parroquias |
| ------------------------------------------------------------------------------- | -------------------- | --------- | -------------- | ---------- | ------------- | ------------- | ------------------------ | -------------------- | ---------- | ---------- | ---------- |
| 1950                                                                            | 125 000              | 136 000   | 91.9           | 10         | 2             | 8             | 12 500                   |                      |            | 4          | 9          |
| 1966                                                                            | 152 000              | 160 000   | 95.0           | 19         |               | 19            | 8000                     |                      |            | 36         | 11         |
| 1970                                                                            | 210 763              | 221 856   | 95.0           | 14         |               | 14            | 15 054                   |                      | 16         | 37         | 15         |
| 1976                                                                            | 255 780              | 261 000   | 98.0           | 21         |               | 21            | 12 180                   | 1                    | 25         | 41         | 69         |
| 1980                                                                            | 275 954              | 290 478   | 95.0           | 21         | 1             | 20            | 13 140                   |                      | 24         | 43         | 17         |
| 1990                                                                            | 315 000              | 379 903   | 82.9           | 26         | 2             | 24            | 12 115                   |                      | 27         | 66         | 18         |
| 1999                                                                            | 509 789              | 598 789   | 85.1           | 31         | 10            | 21            | 16 444                   |                      | 25         | 60         | 18         |
| 2000                                                                            | 573 512              | 716 890   | 80.0           | 32         | 11            | 21            | 17 922                   |                      | 33         | 68         | 16         |
| 2001                                                                            | 640 000              | 800 000   | 80.0           | 33         | 11            | 22            | 19 393                   |                      | 34         | 65         | 17         |
| 2002                                                                            | 552 655              | 690 819   | 80.0           | 33         | 14            | 19            | 16 747                   |                      | 35         | 73         | 17         |
| 2003                                                                            | 552 656              | 690 820   | 80.0           | 37         | 18            | 19            | 14 936                   |                      | 32         | 65         | 17         |
| 2004                                                                            | 553 785              | 692 232   | 80.0           | 33         | 17            | 16            | 16 781                   |                      | 19         | 67         | 18         |
| 2013                                                                            | 636 000              | 753 000   | 84.5           | 40         | 31            | 9             | 15 900                   |                      | 11         | 76         | 20         |
| 2016                                                                            | 657 000              | 777 435   | 84.5           | 46         | 36            | 10            | 14 282                   |                      | 10         | 87         | 22         |
| 2019                                                                            | 678 520              | 802 550   | 84.5           | 45         | 31            | 14            | 15 078                   |                      | 14         | 75         | 23         |
| 2021                                                                            | 506 396              | 779 071   | 65.0           | 47         | 32            | 15            | 10 774                   |                      | 15         | 83         | 23         |
| Fuente: Catholic-Hierarchy, que a su vez toma los datos del Anuario Pontificio. |                      |           |                |            |               |               |                          |                      |            |            |            |

## Episcopologio
- Martín Fulgencio Elorza Legaristi, C.P. † (15 de enero de 1949-30 de diciembre de 1966 falleció)[nota 1]
- Venancio Celestino Orbe Uriarte, C.P. † (25 de agosto de 1967-6 de junio de 2000 renunció)[nota 2]
- José Santos Iztueta Mendizábal, C.P. † (6 de junio de 2000-21 de julio de 2007 retirado)[nota 3]
- Rafael Alfonso Escudero López-Brea, desde el 21 de julio de 2007[nota 4][5]